# Serrat de les Vinyes
|  | No s'ha de confondre amb Serra de les Vinyes. |

El Serrat de les Vinyes és una muntanya de 804,1 metres del terme municipal de Sant Quirze Safaja, a la comarca del Moianès.
Està situat en el sector occidental del terme, al nord-est i a prop del quadriterme amb Castellterçol, Gallifa i Sant Feliu de Codines. És a la dreta del torrent de les Termes i a l'esquerra del torrent de les Vinyes, a migdia del Bosc Gran, que s'estén pel vessant nord del Serrat de les Vinyes.
Forma part de la serra de les Vinyes, de la qual és l'extrem sud-occidental. També té un contrafort cap al nord-nord-est: el Serrat de Pregona.